# کلاه‌سبز کوتوله
کلاه‌سبز کوتوله (نام علمی: Pterostylis mutica) نام یک گونه از سرده ارکیده‌های کلاه‌سبز است.